# Veronica murrellii
Veronica murrellii är en grobladsväxtart som först beskrevs av George Simpson och J.S.Thomson, och fick sitt nu gällande namn av Garn.-jones. Veronica murrellii ingår i släktet veronikor, och familjen grobladsväxter. Inga underarter finns listade i Catalogue of Life.